# Альфонс Журден (граф Тулузький)
Альфонс I Журден (фр. Anfós Jordan; 1103 — 16 серпня 1148) — граф Тулузи, маркіз Провансу, герцог Нарбони у 1112—1148 роках.

## Біографія

### Молоді роки
Походив з династії Руерг (Раймундідів). Молодший син Раймунда IV (VI), графа Тулузького та Ельвіри, доньки Альфонсо VI, короля Кастилії. Народився у 1103 році у замку Мон-Пелерін неподалік від міста Триполі під час Першого хрестового походу, учасником якого був його батько. Його хрестили в річці Йордан, тому на честь неї отримав друге ім'я — «Журден».
У 1105 році помер його батько, тому Альфонса Журдена було оголошено графом Триполі під опікою двоюрідного брата Вільгельма Журдена, графа Серданья. 1108 року до Триполі прибув старший, зведений, брат Альфонса — Бертран I, граф Тулузи, який відправив Альфонса Журдена до Лангедоку, надавши йому титул графа Руерга та номінальну посаду намісника Тулузи.

### Граф Тулузи
У 1109 році він прибув до графства Тулузького. Втім у 1110 році до Тулузи вдерся Вільгельм IX Трубадур, герцог Аквітанії, що був одружений з двоюрідною сестрою Альфонса Журдена, й захопив Тулузьке графство. Альфонс обмежився графством Руерг. 1112 року після смерті брата Бертрана I в Триполі, зумів встановити владу над маркізатом Прованс та герцогством Нарбон.
Разом з тим його оголошено також графом Тулузи, проте там фактично панували аквітанці. Проте фактично правителькою і регенткою була його мати. Вона керувала за підтримки знаті та прелатів.
1119 року Альфонс I Журден зумів відвоювати Тулузу, проте втратив північну частину Тулузького графства, графства Перігор та Ажен, володіння Веле. 1121 року Альфонса оголошено повнолітнім.
1123 року Альфонс I зумів відновити свою владу над північчю графства Тулуза. Втім того ж року на нього було накладено анафему папою римським Каліксом II за переслідування ченців монастиря Сен-Жіль, що підтримували Вільгельма IX.
1122 року вступив у конфлікт за Прованс з Рамоном Баранґе III, графом Барселони. При цьому намагався спиратися на рід Бо. Втім спроба тулузьких військ захопити у 1123 році місто Оранж виявилася невдалою. Зрештою 1125 року було підписано мирну угоду, за якою Прованс поділено по річці Дуранс (північ відійшла Тулузі). Водночас графство Каркассон визнавало зверхність Тулузи і Барселони.
1125 року оженився на доньці сеньйора де Юзес. 1126 року відвідав двір Альфонса VII, короля Кастилії і Леону. повернувся до дому у 1128 році. Тоді ж втрутився у конфлікт в німі між містянами та шляхтою. Першим підтримував Бернард Антон Транкавель, віконт Каркассона. Проте ситуацію вдалося залагодити миром.
В подальшому Альфонс I встановив міцну владу на усім Лангедоком та північним Провансом, сприяв розвитку ремесел й торгівлі. При ньому почалося піднесення міст. Водночас був патроном мистецтва та поезії. Його прихильністю користувався трубадур Маркабрюн.
1132 року після смерті Бернарда IV, граф Мельгей, стає опікуном його малолітньої доньки Беатріс (разом з Вільгельмом VI, сеньйором Монпельє). Альфонс Журден планував невдовзі приєднати Мельгей до власних володінь. Втім його колега порушив цей план, влаштувавши її заручини з Беренгером Раймундом I, графом Провансу. Цей мало не привело до війни.
1134 року граф Тулузи уклав мирну угоду з графом Провансу, погодившись на шлюб Беатріси де Мельгей з Беренгером Раймундом I. Того ж року після загибелі Аймері II, віконта Нарбону (ворога Альфонса I Журдена) став регентом Нарбонського віконства за малолітства віконтеси Ерменгарди, що тривало до 1143 року. 1139 року за підтримки архієпископа Арно Левезу увійшов до Нарбону, поставивши тут тулузьку залогу.
В цей момент вимушений знову захищати свої права на Тулузу. 1141 року французький король Людовик VII від імені своєї дружини Елеонори (донька Філіппи з роду Раймундідів) висунув права на Тулузьке графство. Втім Альфонс Журден зумів відбити напад.
1142 році підтримав повстання Раймунда I де Бо проти графа Провансу, в результаті чого почалася тривала війна (до 1150 року), яка привело до значного послаблення й плюндрування графства Прованс. Того ж року вирішив побратися з Ерменгардою Нарбонською задля приєднання цього володіння. Проти цього виступили віконти Каркассону, Родезу і Альбі, яких підтримав граф Барселони. Почалася війна, яка завершилася 1143 року підписання миру, за яким Нарбон повернуто Ерменгарді, що вийшла заміж за Бернарда Андузе, двоюрідного брата Вільгельма VI, сеньйора Монпельє.
1144 року заснував місто Монтобан. Того ж року вступив у конфлікт з містянами Монпельє, що були невдоволені діями свого сеньйора, васала графа Тулузького. В цій ситуації католицька церква стала на бік містян. 1145 року з'являються перші відомості про єретиків-катарів. Того ж року Бернард Клервоський звертався до Альфонса I Журден з намагання переконати того розпочати переслідування катарів. Втім, граф Тулузи не прореагував, за це його збиралися відлучити від церкви. Задля виходу з цієї ситуації Альфонс Журден 1146 року на зборах в Везле пообіцяв приєднатися до хрестоносців в Палестині й Сирії.
У 1147 році приєднався до учасників Другого хрестового походу. Його шлях пролягав Італією та візантійською імперією. В Константинополі він затримався, проводячи перемовини з імператором Мануїлом I. Лише 1148 року прибув до міста Акра. Втім тут постійно мав конфлікт з одним з очільників хрестового походу — Людовиком VII, королем Франції.
Того ж року 16 серпня Альфонс I раптово помер у місті Кесарія, як вважалося від отруєння за наказом Елеонори Аквітанської або Мелісенди (матері короля Балдуїна II Єрусалимського) чи небожа Раймунда II, графа Триполі.

## Родина
Дружина — Файдіва, донька Раймунда Декана II, сеньйора Юзеса і Поскікерсом
Діти:
- Раймунд (1134—1194), граф Тулузи у 1148—1194 роках
- Альфонс (д/н—1175/1189), граф Тулузи у 1148 році, з 1171 року віконт Безьє
- Файдіва (д/н—1154), дружина Гумберта III, графа Савойського
- Агнес (д/н—1187)

Діти від коханки:
- Лаврентія, дружина Бернарда III, графа Комменж